# Coupe de Hongrie masculine de handball
La Coupe de Hongrie masculine de handball (en hongrois : Magyar Kupa) est une compétition à élimination directe opposants les clubs masculins de handball en Hongrie. Elle a été fondée en 1951 et le vainqueur a accès à la Coupe des vainqueurs de coupe ou, depuis la disparation de la compétition, la Ligue européenne.
Comme en championnat, le Veszprém KSE domine la compétition avec 31 coupes remportées.

## Palmarès
Le tableau ci-après récapitule les vainqueurs et finalistes de la compétition. Lors de certaines éditions, le titre n'a pas été désigné à l'issue d'un match final mais d'un tournoi final, auquel cas l'équipe avec le plus grand nombre de points a été déclaré vainqueur. Par ailleurs, la compétition n'a pas été disputée en 1954, 1955 et de 1957 à 1962. Enfin, deux éditions de la compétition ont été disputées en 1983
Le palmarès est le suivant, :
| Année        | Vainqueur                                             | Score(s)                                              | Finaliste                                             | Lieu(x)                                               |
| ------------ | ----------------------------------------------------- | ----------------------------------------------------- | ----------------------------------------------------- | ----------------------------------------------------- |
| 1951         | Budapest Dózsa                                        | 3 – 1                                                 | VM Közért                                             | Budapest, Sportcsarnoki pálya                         |
| 1952         | Budapest Honvéd                                       | 11 – 7                                                | Csepeli Vasas                                         | Budapest, Sportcsarnoki pálya                         |
| 1953         | Budapest Vörös Meteor                                 | 8 – 6                                                 | Vasas Elektromos                                      | Budapest, Baross utca                                 |
| 1956         | Budapest Dózsa                                        | 19 – 18                                               | Budapest Spartacus SC                                 | Budapest, Sportcsarnoki pálya                         |
| 1963         | Ferencváros TC Budapest                               | 11 – 9                                                | Vasas SC                                              | Budapest, Kisstadion                                  |
| 1964         | Budapest Honvéd                                       | 25 – 24ap                                             | Budapest Spartacus SC                                 | Budapest, Tüzér utca                                  |
| 1965         | Budapest Spartacus SC                                 | 24 – 17                                               | Újpesti Dózsa                                         | Budapest, Tüzér utca                                  |
| 1966         | Budapest Spartacus SC                                 | 19 – 15                                               | Vasas SC                                              | Budapest, Játékcsarnok                                |
| 1967         | Budapest Honvéd                                       | 21 – 18                                               | Budapest Vörös Meteor                                 | Budapest, Játékcsarnok                                |
| 1968         | Budapest Honvéd                                       | 20 – 14                                               | Csepel SC                                             | Budapest, Játékcsarnok                                |
| 1969         | Tatabánya Bányász                                     | 14 – 13                                               | Budapest Spartacus SC                                 | Budapest, Játékcsarnok                                |
| 1970         | Budapest Spartacus SC                                 | 16 – 13                                               | Rába ETO                                              | Budapest, Üllői út                                    |
| 1971         | Budapest Honvéd                                       | 29 – 21                                               | Csömöri TSZ SK                                        | Budapest, Tímár utca                                  |
| 1972         | Budapest Honvéd                                       | 22 – 12                                               | Honvéd Szondi SE                                      | Budapest, Játékcsarnok                                |
| 1973         | Rába ETO                                              | 18 – 14                                               | Debreceni Dózsa                                       | Budapest, Tímár utca                                  |
| 1974         | Vasas SC                                              | 16 – 15                                               | Budapest Honvéd                                       | Budapest, Tímár utca                                  |
| 1976         | Elektromos SE                                         | 29 – 28a2p                                            | Tatabánya Bányász                                     | Miskolc                                               |
| 1977         | Szegedi Volán                                         | TTR                                                   | Debreceni Dózsa                                       | Lieux multiples                                       |
| 1978         | Tatabánya Bányász                                     | TTR                                                   | Elektromos SE                                         | Lieux multiples                                       |
| 1979         | Debreceni Dózsa                                       | 26 – 17 & 15 – 21                                     | Ferencváros TC Budapest                               | Debrecen & Budapest, Körcsarnok                       |
| 1980         | Elektromos SE                                         | TTR                                                   | Budapest Honvéd                                       | Lieux multiples                                       |
| 1981         | Elektromos SE                                         | 25 – 26 & 22 – 20                                     | Tatabánya Bányász                                     | Tatabánya & Budapest, Fáy utca                        |
| 1982         | Szegedi Volán                                         | 30 – 22 & 26 – 31                                     | Veszprémi Építők                                      | Szeged & Veszprém                                     |
| 1983-A       | Szegedi Volán                                         | TTR                                                   | Tatabánya Bányász                                     | Lieux multiples                                       |
| 1983-B       | Budapest Honvéd (7)                                   | TTR                                                   | Veszprémi Építők                                      | Lieux multiples                                       |
| 1984         | Veszprémi Építők                                      | 28 – 15 & 30 – 35                                     | Tatabánya Bányász                                     | Veszprém & Tatabánya                                  |
| 1985         | Rába ETO                                              | 18 – 20 & 20 – 18 5 – 4tab                            | Budapest Honvéd                                       | Budapest, Fáy utca & Győr                             |
| 1986         | Rába ETO                                              | 22 – 25 & 30 – 20                                     | Veszprémi Építők                                      | Veszprém & Győr                                       |
| 1987         | Rába ETO                                              | 19 – 20 & 21 – 14                                     | Veszprémi ÁÉV-Bramac SE                               | Veszprém & Győr                                       |
| 1988         | Veszprémi ÁÉV-Bramac SE                               | 10 – 14 & 22 – 16                                     | Debreceni Dózsa                                       | Debrecen & Veszprém                                   |
| 1988-89      | Veszprémi ÁÉV-Bramac SE                               | 19 – 22 & 28 – 17                                     | Tatabánya Bányász                                     | Tatabánya & Veszprém                                  |
| 1989-90      | Veszprémi ÁÉV-Bramac SE                               | 21 – 20 & 23 – 14                                     | Budapest Honvéd                                       | Solymár & Veszprém                                    |
| 1990-91      | Bramac Veszprémi SE                                   | 26 – 20 & 20 – 20                                     | Rába ETO                                              | Veszprém & Győr                                       |
| 1991-92      | Bramac Veszprémi SE                                   | 25 – 16 & 22 – 22                                     | Győri Rába ETO                                        | Veszprém & Győr                                       |
| 1992-93      | SC Pick Szeged                                        | 23 – 21 & 20 – 19                                     | Fotex Veszprémi SE                                    | Szeged & Veszprém                                     |
| 1993-94      | Fotex Veszprémi SE                                    | 23 – 17 & 20 – 22                                     | Elektromos SE                                         | Veszprém & Budapest, Népfürdő utca                    |
| 1994-95      | Fotex Veszprémi SE                                    | 22 – 24 & 23 – 16                                     | Győri Gardénia ETO KC                                 | Győr & Veszprém                                       |
| 1995-96      | Fotex Veszprémi SE                                    | 17 – 15                                               | SC Pick Szeged                                        | Budapest, Körcsarnok                                  |
| 1996-97      | Elektromos SE                                         | 24 – 24, 4 – 2tab                                     | Fotex KC Veszprém                                     | Százhalombatta                                        |
| 1997-98      | Fotex KC Veszprém                                     | 25 – 21                                               | Elektromos SE                                         | Budapest, Körcsarnok                                  |
| 1998-99      | Fotex KC Veszprém                                     | 25 – 23                                               | Dunaferr HK                                           | Budapest, Fáy utca                                    |
| 1999-00      | Fotex KC Veszprém                                     | 20 – 19                                               | SC Pick Szeged                                        | Budapest, Fáy utca                                    |
| 2000-01      | Dunaferr HK                                           | 16 – 16, 6 – 5tab                                     | Fotex KC Veszprém                                     | Budapest, Fáy utca                                    |
| 2001-02      | Fotex KC Veszprém                                     | 25 – 22                                               | SC Pick Szeged                                        | Szolnok                                               |
| 2002-03      | Fotex KC Veszprém                                     | 30 – 28                                               | SC Pick Szeged                                        | Szolnok                                               |
| 2003-04      | Fotex KC Veszprém                                     | 29 – 24                                               | SC Pick Szeged                                        | Szolnok                                               |
| 2004-05      | Fotex KC Veszprém                                     | 28 – 24                                               | SC Pick Szeged                                        | Balatonfüred                                          |
| 2005-06      | SC Pick Szeged                                        | 32 – 30                                               | Veszprém KSE                                          | Pécs                                                  |
| 2006-07      | Veszprém KSE                                          | 34 – 31                                               | Dunaferr HK                                           | Balatonfüred                                          |
| 2007-08      | SC Pick Szeged                                        | 27 – 22                                               | Veszprém KSE                                          | Szeged                                                |
| 2008-09      | Veszprém KSE                                          | 32 – 23                                               | SC Pick Szeged                                        | Budapest, SYMA csarnok                                |
| 2009-10      | Veszprém KSE                                          | 27 – 27, 3 – 1tab                                     | SC Pick Szeged                                        | Balatonfüred                                          |
| 2010-11      | Veszprém KSE                                          | 37 – 19                                               | PLER KC Budapest                                      | Budapest, Sportkastély                                |
| 2011-12      | Veszprém KSE                                          | 27 – 26                                               | SC Pick Szeged                                        | Budapest, Sportmax2                                   |
| 2012-13      | Veszprém KSE                                          | 36 – 30                                               | SC Pick Szeged                                        | Pécs                                                  |
| 2013-14      | Veszprém KSE                                          | 27 – 21                                               | SC Pick Szeged                                        | Pécs                                                  |
| 2014-15      | Veszprém KSE                                          | 26 – 22                                               | SC Pick Szeged                                        | Pécs                                                  |
| 2015-16      | Veszprém KSE                                          | 24 – 24, 3 – 2tab                                     | SC Pick Szeged                                        | Debrecen                                              |
| 2016-17      | Veszprém KSE                                          | 23 – 22                                               | SC Pick Szeged                                        | Debrecen                                              |
| 2017-18      | Veszprém KSE                                          | 23 – 21                                               | SC Pick Szeged                                        | Debrecen                                              |
| 2018-19      | SC Pick Szeged                                        | 28 – 27                                               | Veszprém KSE                                          | Debrecen                                              |
| 2019-20      | Coupe non terminée à cause de la pandémie de Covid-19 | Coupe non terminée à cause de la pandémie de Covid-19 | Coupe non terminée à cause de la pandémie de Covid-19 | Coupe non terminée à cause de la pandémie de Covid-19 |
| 2020-21      | Veszprém KSE                                          | 28 – 26                                               | SC Pick Szeged                                        | Budapest, Szigetszentmiklósi                          |
| 2021-22 (en) | Veszprém KSE                                          | 42 – 19                                               | Veszprém KKFT Felsőörs (en)                           | Győr, Audi Arena                                      |
| 2022-23      | Veszprém KSE                                          | 35 – 32                                               | SC Pick Szeged                                        | Győr, Audi Arena                                      |
| 2023-24 (en) | Veszprém KSE (31)                                     | 33 – 30                                               | SC Pick Szeged                                        | Tatabánya, Multifunkcionális Sportcsarnok             |
| 2024-25 (en) | SC Pick Szeged (8)                                    | 31 – 30                                               | Veszprém KSE                                          | Tatabánya, Multifunkcionális Sportcsarnok             |

## Bilan
En gras les équipes évoluant actuellement en Championnat :
| Rang | Club                    | Titres | Saisons |      |
| ---- | ----------------------- | ------ | --- | ---- |
| 1    | Veszprém KSE 1          | 31     | 1984, 1988, 1989, 1990, 1991, 1992, 1994, 1995, 1996, 1998, 1999, 2000, 2002, 2003, 2004, 2005, 2007, 2009, 2010, 2011, 2012, 2013, 2014, 2015, 2016, 2017, 2018, 2021, 2022, 2023, 2024 |      |
| 2    | SC Pick Szeged 2        | 8      | 1977, 1982, 1983-A, 1993, 2006, 2008, 2019, 2025 |      |
| 3    | Budapest Honvéd         | 7      | 1952, 1964, 1967, 1968, 1971, 1972, 1983-B |      |
| 4    | Győri ETO FKC 3         | 4      | 1973, 1985, 1986, 1987 |      |
| 4    | PLER KC Budapest 4      | 4      | 1976, 1980, 1981, 1997 |      |
| 6    | Budapest Spartacus SC   | 3      | 1965, 1966, 1970 |      |
| 7    | Újpest TE 5             | 2      | 1951, 1956 |      |
| 7    | Tatabánya KC 6          | 2      | 1969, 1978 |      |
| 9    | Budapest Vörös Meteor   | 1      | 1953 |      |
| 9    | Ferencváros TC Budapest | 1      | 1963 |      |
| 9    | Vasas SC                | 1      | 1974 |      |
| 9    | Debreceni KSE 7         | 1      | 1979 |      |
| 9    | Dunaferr HK             | 1      | 2001 |      |
| —    | Compétition annulée     | 1      | 2020 | 2020 |

Notes
- remporté sous les noms Veszprémi Építők, Veszprémi ÁÉV-Bramac SE, Bramac Veszprémi SE, Fotex Veszprémi SE et MKB Veszprém KC
- remporté sous les noms Szegedi Volán et Pick Szeged
- remporté sous les noms Rába ETO et Győri Rába ETO
- remporté sous les noms Elektromos SE et PLER KC
- remporté sous les noms Budapest Dózsa, Újpesti Dózsa et Újpesti TE
- remporté sous les noms Tatabányai Bányász et Tatabányai KC
- remporté sous les noms Debreceni Dózsa et Debreceni KSE